# Monochilus
Monochilus  é um gênero botânico da família Lamiaceae

## Espécies
Apresenta 21 espécies:
Monochilus affinis Monochilus boryi Monochilus clandestinus
Monochilus flabellatus Monochilus flavus Monochilus galeatus
Monochilus gloxinifolius Monochilus goodyeroides Monochilus gracilis
Monochilus gymnochiloides Monochilus lepidus Monochilus longilabris
Monochilus nervosus Monochilus obovatus Monochilus parviflorus
Monochilus plantagineus Monochilus regius Monochilus stenophyllus
Monochilus tetrapterus Monochilus vieillardi Monochilus zollingeri

## Nome e referências
Monochilus F.E.L. Fischer & C.A. Meyer, 1835